# N-acetilornitina carbammiltransferasi
La N-acetilornitina carbamoiltransferasi è un enzima appartenente alla classe delle transferasi, che catalizza la seguente reazione:
carbammilfosfato + N2-acetil-L-ornitina ⇄ fosfato + N-acetil-L-citrullina
L'enzima differisce dalla ornitina carbammiltransferasi (numero EC 2.1.3.3) e sostituisce tale enzima nella via biosintetica canonica dell'arginina in diversi Eubacteria e non ha alcuna attività catalitica con L-ornitina come substrato.